# Aaron Koszuta
Aaron Koszuta (* 4. Juni 1994 in Berlin) ist ein deutscher Schauspieler.

## Leben
Koszuta, der im Alter von 18 Jahren erstmals darüber nachdachte, die Schauspielerei zu seinem Beruf zu machen, besuchte dann einen etwa dreimonatigen Schauspiel-Intensivkurs; außerdem nahm er privat bei einem Schauspielcoach Unterricht.
Anschließend erhielt er eine erste kleine Rolle in dem Spielfilm Zum Geburtstag (2013) des in Berlin lebenden französischen Regisseurs und Drehbuchautors Denis Dercourt; er spielte darin den jungen Georg, den Schulkameraden des Oberschülers Paul, der als Erwachsener von Sylvester Groth verkörpert wurde. Eine weitere Nebenrolle hatte er in dem Fernsehfilm Die Mutter des Mörders (2015) unter der Regie von Carlo Rola. In dem dänischen Kinofilm Unter dem Sand – Das Versprechen der Freiheit (Rolle: Gustav Becker, Regie: Martin Zandvliet), der im April 2016 in den Kinos anlief, spielte er den jungen deutschen Kriegsgefangenen Gustav Becker.
Vom 27. April 2016 bis zum 18. Oktober 2017 war Koszuta in der RTL-Serie Unter uns in einer Serienhauptrolle zu sehen. Er spielte den jungen Rebellen Valentin Huber, der wegen einer missglückten Abiturklausur von zuhause abhaut und zu seinem Großvater Robert Küpper (Luca Maric) in die Schillerallee flüchtet. In Boulevardmedien wurde Koszuta als „heißer Neuzugang“, und „Hottie“ bezeichnet. In Folge 5715 (Oktober 2017) war Koszuta, dessen Serienfigur auf die Polizeihochschule nach Hamburg geht, zum letzten Mal bei Unter uns zu sehen. In der Fernsehserie Tiere bis unters Dach spielt Koszuta in der 7. Staffel den Jäger Felix, den neuen Freund der Serienfigur Greta. Im Dezember 2018 war Koszuta in der ZDF-Fernsehserie Notruf Hafenkante in einer Episodenhauptrolle als verunglückter Nachwuchs-Fußballstar Yanik Jungbluth, der behauptet, gegen seinen Willen unter Drogen gesetzt worden zu sein. In der 5. Staffel der ZDF-Serie Bettys Diagnose (2019) hatte Koszuta eine der Episodenhauptrollen als junger Skateboarder, der sich bei seiner Behandlung wegen einer Rippenprellung auf den ersten Blick in die Serienhauptfigur Schwester Ava verliebt. In der 22. Staffel der TV-Serie In aller Freundschaft (2019) übernahm Koszuta in mehreren Folgen die Rolle des Medizinstudenten Florian Klein, der sein Praktisches Jahr in der Leipziger „Sachsenklinik“ absolviert. In der 15. Staffel der ZDF-Serie Der Staatsanwalt (2020) hatte er eine Episodennebenrolle als tatverdächtiger Jura-Student und Jagdwilderer Anton Bergener.
Koszuta arbeitete, parallel zu seinem Schauspielauftritten, in seiner Heimatstadt Berlin in verschiedenen Gastronomieunternehmen und Coffeeshops. Außerdem führte er mit „Aarons Juice Bar“ einen Smoothie-Saftshop als Mini-Gewerbe.
Koszuta wohnte bis Anfang 2016 mit seinem Bruder und einem gemeinsamen Freund in einer Wohngemeinschaft in Berlin, der er weiterhin zugehörig bleibt. Im Frühjahr 2016 zog er nach Köln, wo die Serie Unter uns gedreht wurde.

## Filmografie (Auswahl)
- 2013: Zum Geburtstag (A Pact) (Kinofilm)
- 2015: Die Mutter des Mörders (Fernsehfilm)
- 2016: Unter dem Sand – Das Versprechen der Freiheit (Under Sandet) (Kinofilm)
- 2016–2017, 2024: Unter uns (Fernsehserie; Serienhauptrolle)
- 2018: Der Lehrer (Fernsehserie; Folge: Sie sind doch kein Veganitarier!)
- seit 2018: Tiere bis unters Dach (Fernsehserie; Serienrolle)
- 2018: Notruf Hafenkante (Fernsehserie; Folge: Im Abseits)
- 2019: Der Lehrer (Fernsehserie; Folge: Das is’n Date und keine Prüfung)
- 2019: Bettys Diagnose (Fernsehserie; Folge: Liebeskummer)
- 2019: In aller Freundschaft (Fernsehserie, durchgehende Nebenrolle)
- 2020: Der Staatsanwalt (Fernsehserie; Folge: Fangschuss)
- 2020: SOKO Köln (Fernsehserie; Folge: Lebensretter)